# Sölvesborgs landsförsamling
Sölvesborgs landsförsamling var en församling i Lunds stift.
Församlingskyrka var Sankt Nicolai kyrka.

## Administrativ historik
Församlingen utbröts 17 mars 1868 ur Sölvesborgs stadsförsamling och återförenades med denna 1951, som då bytte namn till Sölvesborgs församling. Församlingen bildade pastorat med stadsförsamlingen.